# 布利斯卡斯特尔
布利斯卡斯特尔（德語：Blieskastel，發音：[ˌbliːsˈkastl̩] ⓘ）是德国萨尔兰州萨尔普法尔茨县的城市，面积108.21平方千米，2023年12月31日人口为20,202人。

## 友好城市
布利斯卡斯特尔与以下城市结为友好城市：
- 法國 勒克勒佐（1989年）
- 義大利 卡斯特拉巴泰（2008年）